# دوسنبرغ
شركة ديسنبرغ للسيارات (بالإنجليزية: Duesenberg Motors Company)‏ (يشار إليها أحيانا باسم «ديزي» "Duesy") كانت مصنعا أمريكيا لسيارات السباق والسيارات الفاخرة. تأسست في عام 1913 من قبل الأخوين أغسطس دوسنبرغ وفريدريك دوسنبرغ في سانت بول، مينيسوتا، حيث قاموا ببناء وصنع محركات وسيارات السباق. في عام 1916، نقل الإخوان عملياتهم إلى إليزابيث، نيو جيرسي لتصنيع المحركات للحرب العالمية الأولى. في عام 1919، عندما تم إلغاء عقودهم الحكومية، انتقلوا إلى إنديانابوليس بولاية إنديانا، موطن إنديانابوليس موتور سبيدواي، وأنشأوا شركة ديسنبرغ للسيارات والمحركات (ديلاوير). وفي أواخر عام 1926، أضاف إل كورد ديسنبرغ إلى شركته أوبورن للسيارات. مع معاناة سوق السيارات الفاخرة باهظة الثمن من الكساد، تقوضت بشدة ديسنبرغ وطوت صفحتها في عام 1937.